# 马蒂亚斯·哈恩
马蒂亚斯·哈恩（德語：Matthias Hahn，1965年1月10日—），德国男子手球运动员。他曾代表东德、德国参加1988年和1992年夏季奥林匹克运动会手球比赛，最好名次为1988年奥运会的第七名。